# Колонизация Титана

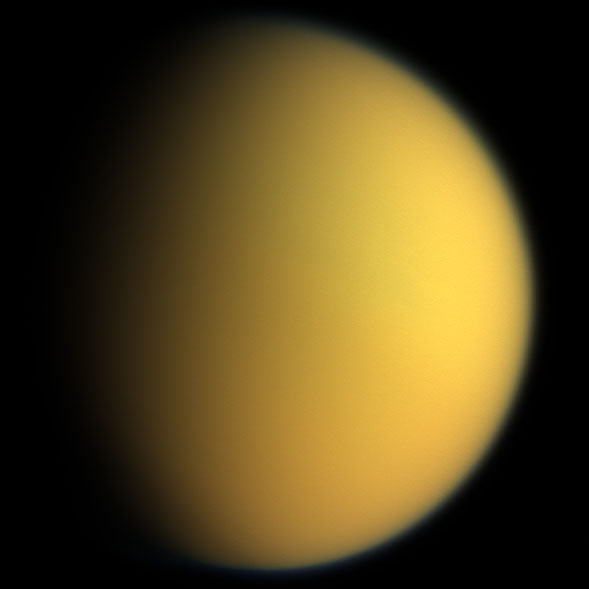
Луна Сатурна Титан в своём естественном цвете

Титан — крупнейший спутник Сатурна — является одним из кандидатов на колонизацию во внешней части Солнечной системы. Одна из причин интереса к колонизации спутника — наличие на нём углеводородов, на которых в настоящее время работает большая часть земной техники. В процессе колонизации Титана также следует учитывать возможность наличия жидких органических соединений и даже некислородной жизни. Текущие планы флагманской программы NASA (Outer Planet Flagship) подтверждают, что Титан наряду с Энцеладом являются наиболее приоритетными целями для дальнейшей разведывательной миссии (ориентировочно в середине 2020-х годов), а следом за ней — перспективно возможного полёта человеческого экипажа.

## Оценки перспектив колонизации Титана

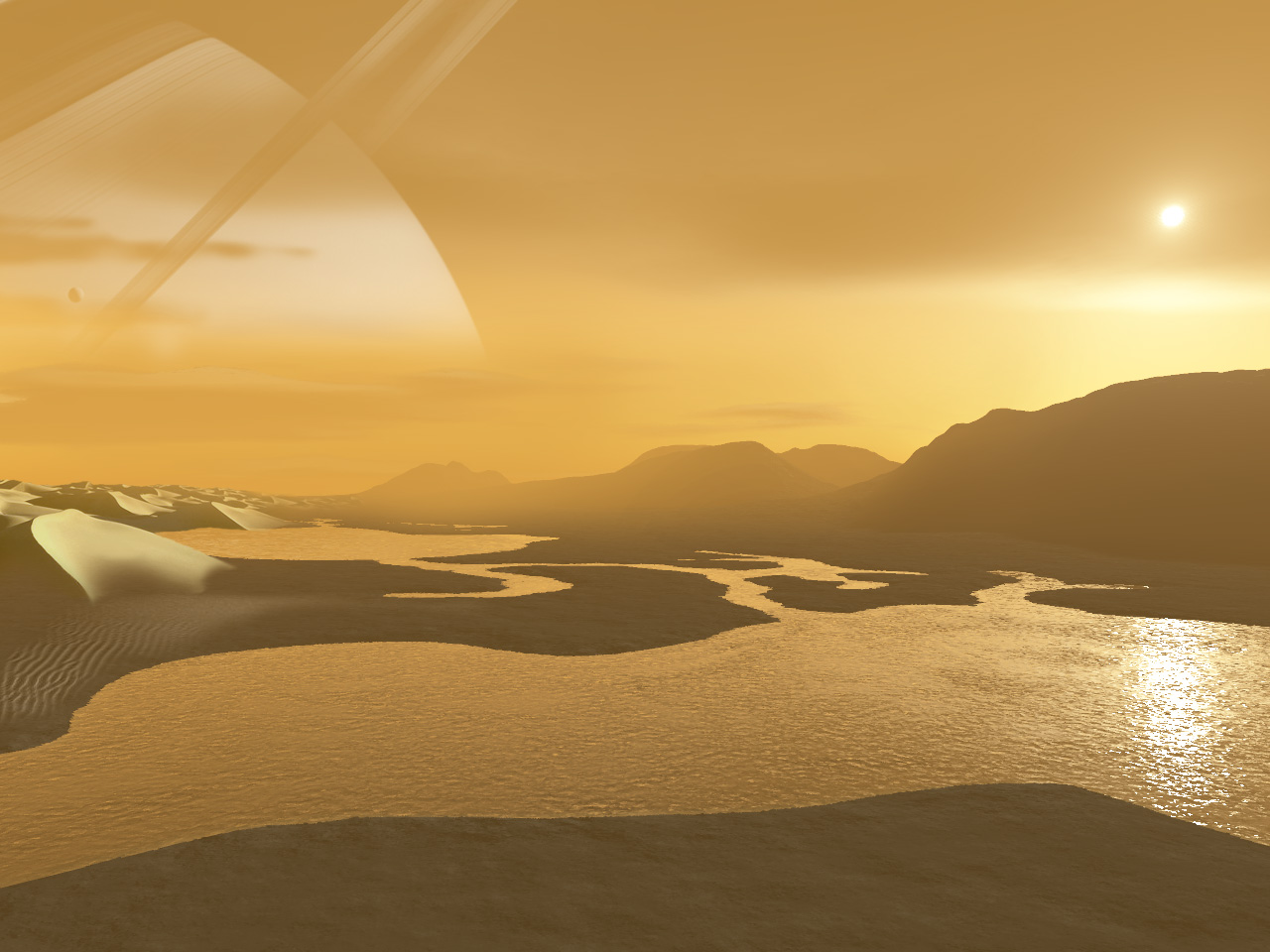
Художественное представление поверхности Титана, с дюнами, озёрами, каналами и Сатурном на заднем плане

По оценке Европейского космического агентства, жидких углеводородов на поверхности Титана в сотни раз больше, чем нефти и природного газа на Земле. Разведанные запасы природного газа на Земле составляют около 130 млрд тонн, что достаточно для обеспечения электроэнергией всей территории Соединенных Штатов для бытовых систем отопления, охлаждения и освещения в течение 300 лет. Это эквивалентно количеству топлива в каждом из десятков метаново-этановых озёр Титана.
Как отмечает Майкл Анисимов, футуролог, основатель движения «За ускорение будущего» (Accelerating Future), Титан имеет все основные элементы, необходимые для жизни — углерод, водород, азот и кислород. Его колоссальные запасы углеводородов могли бы служить отличным источником энергии для потенциальных колонистов, которым не нужно будет беспокоиться о космическом излучении благодаря плотной атмосфере. Излучение же радиационного пояса Сатурна значительно мягче, чем Юпитера. Атмосфера Титана настолько плотная, что полёты над Титаном станут основным способом передвижения. Её давление равно тому, которое испытывают на себе дайверы на глубине 5 метров под водой. Вместе с её температурой, это требует использования скафандров. Ещё одна проблема — наличие в ней цианистого водорода, который может убить человека за несколько минут даже при таких низких концентрациях. Однако это не мешает Титану считаться самой перспективной целью колонизации во внешней Солнечной системе.
В научном обозрении The Space Monitor отмечается, что Титан являет собой идеальное место для выживания человека. Вода и метан, имеющиеся на Титане, могут быть использованы и как топливо для ракет, и для обеспечения жизнедеятельности колонии. Азот, метан и аммиак могут быть использованы как источник удобрений для выращивания продуктов питания. Воду можно использовать для питья и генерирования кислорода. В свете конечности запасов нефти на Земле и неизбежности поисков другого источника энергии, Титан может стать основной целью будущей мировой экономики. Если когда-нибудь будет сделан прорыв в термоядерной энергетике, человечеству понадобятся две вещи, которых мало на Земле: гелий-3 и дейтерий. Сатурн имеет относительно высокие объёмы этих ресурсов, а Титан может послужить промежуточным пунктом для начала добычи и дальнейшей транспортировки гелия-3 и дейтерия с Сатурна.
Американский учёный, доктор Роберт Бассард подсчитал, что миссия на Титан в составе 400 человек, направленная для создания там колонии с 24 тыс. тонн полезного груза на борту (включая все необходимые жилые модули и ресурсы, необходимые для обеспечения жизнедеятельности, при условии их запуска с применением технологии QED), и снабжение этой колонии средствами передвижения и топливом для них будет обходиться бюджету США ориентировочно в $ 16,21 млрд в год. Однако, как продолжает Бассард в другом своём труде, для того чтобы миссия была выполнена хотя бы в десятилетний срок, необходимы более мощные реактивные двигатели, способные достичь Титана в течение недель-месяцев, а не лет.
Перспективы колонизации Титана рассматриваются американскими учёными неразрывно с колонизацией другого спутника Сатурна — Энцелада, так как и Титан, и Энцелад имеют колоссальный потенциал к колонизации и тысячи мест для создания поселений, которые могут стать постоянным местом обитания колонистов. Для этих целей будет запущена TSSM — миссия по исследованию перспектив колонизации как Титана так и Энцелада. Научный совет Института астробиологии NASA в своей резолюции от 22 сентября 2008 включил Титан в список наиболее приоритетных астробиологических объектов в Солнечной системе, порекомендовав федеральному правительству профинансировать миссию Титан—Энцелад в течение ближайшего десятилетия, а научно-технические разработки по её организации начать уже сейчас. Как отмечает Джулиан Нотт, полёт человеческого экипажа будет вероятнее всего предварён роботоэкипажем, для лучшего изучения возможности создания обитаемых поселений.

## Сходство с Землёй
Благодаря исследованиям космического телескопа «Хаббл» и полётам АМС «Пионер», «Вояджер» и особенно «Кассини» с посадкой на Титан зонда «Гюйгенс», получены значительные данные о Титане. Титан в некотором смысле похож на Землю:
- он имеет плотную атмосферу, состоящую преимущественно из азота (примерно 95 %);[12]. Атмосфера Титана представляет собой наилучший тип атмосферы для синтеза пребиотических соединений. Органические соединения, содержащие азот, являются исходным веществом для синтеза пребиотических органических соединений. Титан — уникальное тело Солнечной системы, для химии пребиотических соединений которого характерно отсутствие жидкой фазы[13][14].
- На его поверхности есть озёра жидких этана и метана.[11][15]
- Конденсация метана создаёт самовозбуждение климата и гидрологический цикл Титана, с хаотичным множеством различных метановых и этановых облаков и дождями, аналогичный водному циклу Земли, однако с крайне продолжительными, катастрофическими ливнями, спровоцированными вековыми засухами[прояснить]. Другой схожестью атмосферы Титана и Земли является стратосфера Титана, где специфические местные условия создают нечто наподобие земного озонового слоя, образующего эти характерные облака и туман на Титане[16].
- Сила гравитации на Титане составляет всего лишь 1/7 от земной, что может существенно поспособствовать при колонизации, за счёт увеличения количества и массы носимого оборудования в 7 раз[10].
- Атмосферное давление на поверхности Титана составляет 1,45 атмосферы, что, в свою очередь, устраняет необходимость в создании дорогостоящих и громоздких скафандров[10].
- Возможность использования сверхпроводников в «повседневной жизни колонии» — из-за низкой температуры окружающей среды некоторые высокотемпературные проводники не будут требовать дополнительного охлаждения.

## Природные ресурсы

Ранние (1976 год) схематические зарисовки NASA (по часовой стрелке, начиная снизу): процесса мягкой посадки; атмосферного, лазерного и спектрального анализа; пробы грунтов; мощной метановой турбины; посадочного и беспосадочного модуля.

По данным «Кассини», которые были переданы в 2008 году, на Титане в сотни раз больше жидких углеводородов, чем всех известных запасов нефти и природного газа на Земле. Эти углеводороды выпадают в виде дождей и образуют озёра.
Радиолокационные изображения, полученные 21 июля 2006, показывают, что на Титане есть озера жидких углеводородов (таких как метан и этан) в северных широтах. В настоящее время это единственные известные внеземные поверхностные озёра. Их размер достигает ста километров.
Так как углеводороды на Титане выпадают в виде дождей и собираются на его поверхности в целые водоёмы, их добыча будет значительно упрощена, поскольку для этого не понадобится строительство специальных буровых приспособлений или шахт. Однако сегодня их транспортировка на Землю не целесообразна по экономическим причинам.

## Трудности в колонизации
Есть несколько причин, которые могут осложнить колонизацию Титана:
- Титан имеет очень низкую гравитацию (примерно в 7 раз меньше земной),[21] что может вызвать болезни мышц и отложение кальция в организме человека.
- Очень низкая температура Титана (минус 170—180 °C)[1][22] не позволит находиться на нём без защитного скафандра. Высокая плотность атмосферы и повышенное давление осложняют задачу теплоизоляции в гипотетических скафандрах.
- Следует учитывать наличие на спутнике ядовитой атмосферы, более массивной и плотной, чем атмосфера Земли[21].
- Важно отметить полное отсутствие жидкой воды и почти полное отсутствие кислорода в атмосфере Титана. Добыча этих ресурсов из водяного льда потребует значительного расхода энергии, для получения которой потребуется, вероятно, большое количество ядерных реакторов (АЭС).
- Данные космических исследований свидетельствуют о криовулканизме, неустойчивости и прочей геологической активности молодой поверхности Титана[11].

## Полёты на Титане

### Монгольфьер
Один из наиболее ранних проектов конструкции летательного аппарата для атмосферы Титана — монгольфьер. Чертежи отдельных образцов стали появляться ещё в 1970-е годы. Так, образец, предложенный учёными NASA в 1976 году (см. схематическую зарисовку выше), имел полётный вес 29 кг при диаметре 9,7 м и объёме шара 482 м³, в качестве топлива для него планировалось использовать тетраоксид диазота. Стоит, однако, заметить, что этот ранний проект не предназначался для длительных полётов — его время полёта по расчётам не должно было превысить 2 часов 30 минут. В настоящее время концепция не утратила своей актуальности. Среди причин приемлемости монгольфьера для полётов на Титане называют следующие:
- атмосфера Титана имеет сравнительно высокую плотность (5 кг/м³ у поверхности против 1 кг/м³ на Земле) и низкую температуру, таким образом эффект разности температур значительно возрастёт по сравнению с Землёй;
- солнечная радиация слаба (10−2 от значения на Земле) и, соответственно, нет большой разницы между днём и ночью. Отсутствие цикличного изменения плавучести аппарата приводит к возможности гораздо более длительных полётов ввиду снижения нагрузки на материалы;
- благодаря особенностям атмосферного давления на Титане (шкалы высот) процесс накачивания шара газом во время подъёма происходит значительно медленнее, так например, он может быть начат при скорости подъёма 5 м/с на высоте 30 км (давление 20 мбар) и продолжаться несколько часов при скорости полёта 30 м/с[прояснить].

### Цеппелин
Очень высокая плотность атмосферы Титана говорит о том, что размер крыльев для летательных аппаратов должен быть меньше чем на Земле. Сотрудники Исследовательского центра НАСА ещё в 2005 году провели сравнительно-теоретический анализ атмосферных показателей Титана и Земли и пришли к выводу, что конструкция современных самолётов для атмосферы Титана не подходит. Они предложили транспортное средство под рабочим названием Titan Explorer — цеппелиноподобный летательный аппарат общей массой 378,2 кг (при максимальной загрузке — 490,6 кг). Управление кораблём предполагается осуществлять дистанционно, но в связи с трудностями передачи радиосигнала в атмосфере Титана наиболее реалистичным учёным видится заранее установленный маршрут, который будет задан машине до начала полёта. Навигационное оборудование, установленное на борту, позволит кораблю корректировать направление полёта, дабы предупредить возможные отклонения от маршрута при возникновении непредвиденных обстоятельств, а также поддерживать постоянную высоту (максимальная высота полёта на Титане составляет ориентировочно 5 км). Максимальная скорость аппарата в полёте, по оценкам учёных, не превысит 4 м/с, зато запас хода позволит ему облететь весь спутник.

## Колонизация Титана в научной фантастике
Колонизация Титана — достаточно популярная тема в литературной, кинематографической научной фантастике, а также в компьютерных играх. Первые произведения в этом жанре появились ещё в 1930-е — 1940-е годы. Некоторые из них буквально предвосхитили последующие научные открытия. Так, например, Стенли Вайнбаум предвещал в 1935 году, что атмосфера у Титана холодная, а Айзек Азимов в своём рассказе «Первый закон», опубликованном ещё в 1956 году, предвидел отсутствие магнитного поля на Титане.